# Мешвелиани, Гоги
Гоги Мешвелиани (груз. გოგი მეშველიანი, род. 30 ноября 1971, Болниси, Грузинская ССР) — грузинский финансист, государственный и политический деятель. Депутат парламента Грузии VI и VII созывов (с 2016 года). Губернатор муниципалитета Болниси (2014—2016). 

## Биография
Родился в городе Болниси Грузинская ССР. 
Образование высшее. В 1995 году окончил обучение в Тбилисском государственном университете имени Иванэ Джавахишвили на факультете финансов и кредита. 
С 1991 по 1994 годы был офицером гвардии Республики Грузия, а с 1994 по 1995 годы являлся доверенным лицом Государственного департамента по делам молодежи Грузии. С 1995 по 1996 годы работал в должности главы бюро одного из депутатов парламента Грузии. С 1996 по 1997 годы был заместителем начальника экономической службы администрации Болнисского района. 
С 1997 по 2001 годы работал начальником государственной налоговой инспекции. С 2001 по 2003 годы - начальник Марнеульской зональной налоговой инспекции Министерства доходов Грузии. С 2005 по 2014 годы - координатор совместного проекта Управления Верховного комиссара Организации Объединенных Наций по делам беженцев и Министерства по делам беженцев и расселению Грузии. 
С 2014 по 2016 годы трудился в должности губернатора муниципалитета Болниси Республики Грузия. 
С 2016 по 2020 годы был депутатом парламента Грузии 6-го созыва от избирательного блока "Грузинская мечта - Демократическая Грузия". Представлял Болнисский мажоритарный округ. Являлся заместителем председателя фракции депутатов "Грузинская мечта — за региональное развитие". 
С 2020 года является депутатом парламента Грузии 7-го созыва по партийному списку от избирательного блока "Грузинская мечта-Демократическая Грузия".